# Brighton Rock (2010)
Brighton Rock is een Britse misdaadfilm uit 2010, geschreven en geregisseerd door Rowan Joffé. De film is losjes gebaseerd op de gelijknamige roman uit 1938 van Graham Greene. De hoofdrollen worden vertolkt door Sam Riley, Andrea Riseborough, Helen Mirren, John Hurt, Andy Serkis en Sean Harris. De film ging in première op 13 september 2010 op het Internationaal filmfestival van Toronto.

## Verhaal
De kleine crimineel Pinkie Brown is een sociopathische handhaver van een bende, gespecialiseerd in beschermingsgeld uit Brighton. Wanneer de leider van zijn bende wordt vermoord, zweert Pinkie wraak en doodt een lid van de vijandige bende. Toevallig wordt de jonge serveerster Rose gefotografeerd met bendelid Spicer en het slachtoffer. Pinkie wordt vervolgens op Rose gezet om de foto te krijgen. Er ontstaat een ongelukkig liefdesverhaal tussen Pinkie en Rose. Wanneer Pinkie de baas van de bende probeert te worden en tegelijkertijd de beschermingstroepen van zijn tegenstander Colleoni voor de gek probeert te houden, raakt hij gevangen tussen de frontlinies en faalt uiteindelijk.

## Rolverdeling
| Acteur             | Personage    |
| ------------------ | ------------ |
| Sam Riley          | Pinkie Brown |
| Andrea Riseborough | Rose         |
| Helen Mirren       | Ida          |
| John Hurt          | Phil Corkery |
| Andy Serkis        | Mr. Colleoni |
| Sean Harris        | Hale         |
| Philip Davis       | Spicer       |
| Steve Evets        | Mr. Wilson   |
| Steven Robertson   | Crab         |

## Prijzen en nominaties
Brighton Rock won 1 prijs en ontving 8 nominaties, waarvan de belangrijkste:
| Jaar | Prijs                                 | Categorie                                                                  | Genomineerde(n)                 | Uitslag     |
| ---- | ------------------------------------- | -------------------------------------------------------------------------- | ------------------------------- | ----------- |
| 2010 | British Independent Film Awards       | Beste actrice                                                              | Andrea Riseborough              | Genomineerd |
| 2010 | British Independent Film Awards       | Meest veelbelovende nieuwkomer                                             | Andrea Riseborough              | Genomineerd |
| 2010 | British Independent Film Awards       | Beste technische prestatie                                                 | John Mathieson (cinematografie) | Genomineerd |
| 2010 | British Independent Film Awards       | Douglas Hickox Award (gegeven aan een Britse regisseur bij hun debuutfilm) | Rowan Joffé                     | Genomineerd |
| 2010 | Internationaal filmfestival van Tokio | Tokyo Grand Prix (beste film)                                              | Rowan Joffé                     | Genomineerd |